# デンディ
デンディ（英語: Dendy、ロシア語: Денди）は、任天堂の第3世代ゲーム機「ファミコン」の非公式互換機である据置型ゲーム機シリーズである。Dendyは1992年末からSteepler社で生産され、Steepler社の命令で中国製の部品から台湾で組み立てられ、主にロシアで販売された。その後、中国の小霸王場やドゥブナ市のロシア工場「テンゾル」でも組み立てられるようになり、現在に至っていた。

## 概要
デンディのラインナップは、ベーシックな「デンディ・クラシック」（英語: Dendy Classic）と廉価な「デンディ・ジュニア」（英語: Dendy Junior）に分けられ、デザイン、品質、価格などの違いがあった。クラシックは、台湾TXC社のMicro Geniusコンソールのコピーで、同じ工場で生産されたものである。ジュニアは、スティープラー専用の安価な技術で作られ、system-on-a-chipを採用していた。有線と無線のゲームパッドを1つずつ搭載した「デンディ・プロ」（英語: Dendy Pro）版も発売される予定だったが、結局は少量しか発売されなかった。
NIS諸国ではファミコンやNintendo Entertainment Systemが正規に販売されていなかったため、デンディは現地で大きな人気を博した。テレビ番組やゲーム雑誌などを通じて宣伝された。デンディという名前はロシアで有名になり、他のファミコンハードクローンだけでなく、他のゲーム機にも適用されるようになった。ステープラー社の倒産後、初代デンディの販売は1998年に終了したが、当時の販売台数は諸説あり、150万台から600万台と言われている。ロシアにビデオゲームとゲーム機の市場を作ったと言われている。

## 歴史

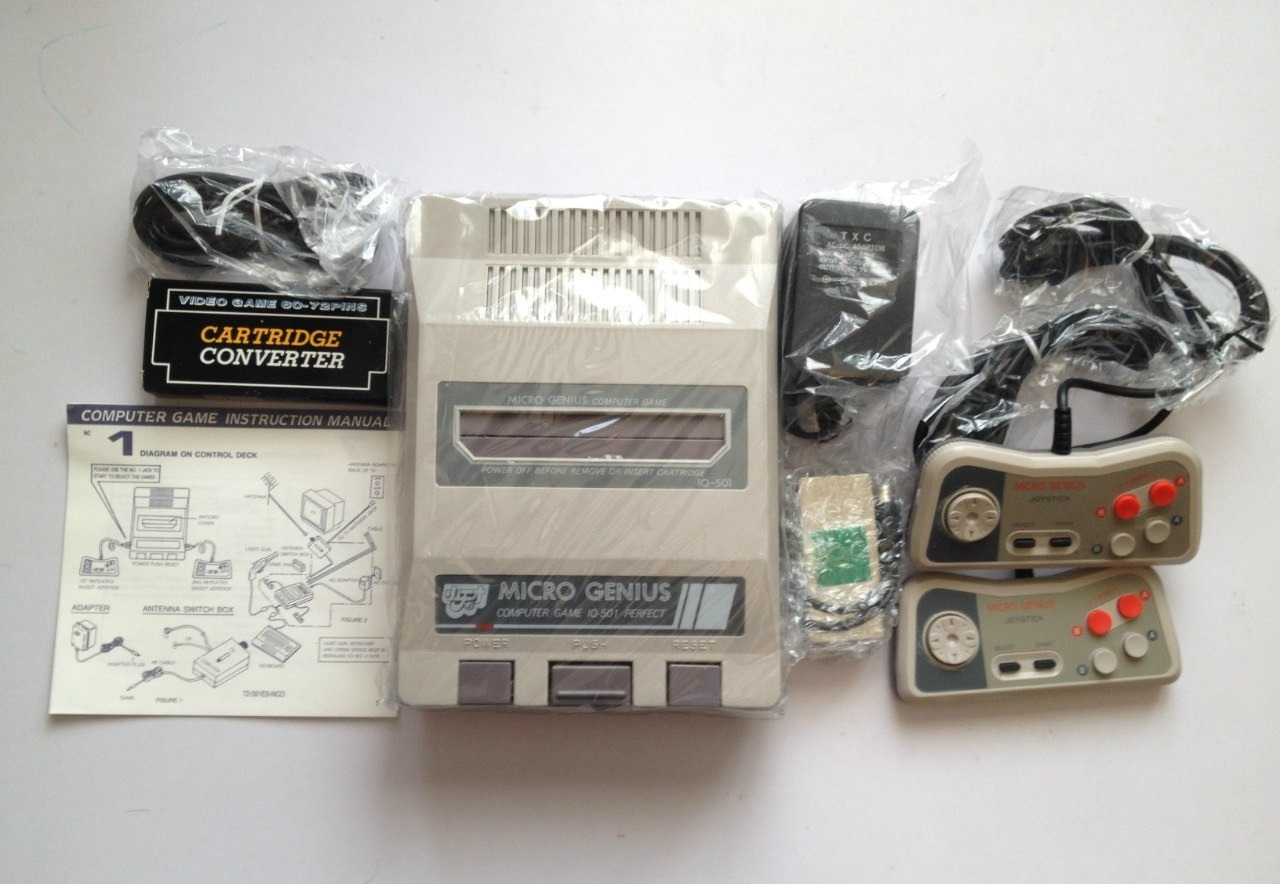
Steeplerがデンディ・クラシックの名で販売していたMicro Genius IQ-501ゲーム機

1992年、実業家のヴィクトル・サヴュックは、「デンディ」の商標で取り外し可能なゲームカートリッジとともにテレビゲーム機を作成し販売する提案をSteepler社に行った。 それ以前、同社はヒューレット・パッカード製品の供給、システムインテグレーション、Windows 3.x OSのロシア語版CyrWinパッケージでのローカライズを行っていた。創業者はゲーム部門の発展を計画し、1992年9月にサヴュックは新設された部門に参加した。
サヴュックは台湾のゲーム機メーカーとコンタクトを取り、彼らの製品に興味を示した。Steeplerは、オリジナルのファミコンが海賊版のクローンより3倍も高価だったことと、任天堂が独立国家共同体諸国の市場に興味がなかったことから、販売を考えていなかった。結局、Steeplerは台湾のTXC Corporationと契約を結び、ファミコン互換機を生産し、Micro Geniusのブランドで販売することになった。Steepler社がデンディのブランドで販売した最初のゲーム機は「Micro Genius IQ-501」で、その後「デンディ・クラシック」として発売された。名称を考えるにあたり、サヴュックは英語で「Dandy」（外見、洗練された言葉遣い、ゆったりとした趣味を重視する男性）を選んだ。ロシア語で読みやすいように、「a」を「e」に置き換えた。
このゲーム機のマスコットである象のデンディは、ロシアの有名なアニメーター、イワン・マクシーモフが描いたものだ。このゲーム機は、ロシアのテレビで「デンディ、デンディ、みんなデンディが大好きだ！　デンディ！みんなはテレビゲームをする!」というスローガンを掲げた独自のコマーシャルを流した。このCMは音楽バンド「ネシャストニー・スルカイ」が録音し、キーボード奏者のセルゲイ・チェクリゾフが作曲、ギタリストのアンドレイ・グヴァコフがスローガンを考案した。また、映像のアニメーションもバンドと一緒に制作した。このCMは販売開始の2週間前から放映され、Video Internationalで放送された。
デンディは1992年12月17日に発売され、価格は39,000ロシア・ルーブル（94ドル）だった。しかし、発売時に手違いがあり、映像規格がSECAM-DKではなく、PAL-I規格のものが初回ロットに同梱されていた。そのため、初回ロットはすべてモスクワで修理され、ビデオ規格も交換された。最初のブランドショップは、モスクワのペトロブカ通り、クラスナヤプレスニャ通り、地下鉄テアトルナヤ駅からグム百貨店に通じる通路にオープンした。1993年2月には、販売台数が月3,000台になった。ゲームも黒字になり、Steeplerのマネージャーは、地方に出向いて地域の販売店を探し、広告を購入するようになった。
1993年4月、Steepler社はすでに4つの販売店を持ち、5億ルーブル（約72万2千ドル）の売上高を計上していた。 この頃までにはこのゲーム機は有名になり、ファミコンの他のハードウェアクローンだけでなく、他のゲーム機にも適用され始めた ステープラーは事実上無人のニッチを埋めており、コンピューターゲームやゲーム機の世界のメーカーは当時ロシアには興味がなかったのである。 主な競争相手は、中国製の類似製品のグレーな輸入品で、利益をめぐって争わなければならなかった。1994年末には、通年の売上は7500万ドルから8000万ドルに達していた。需要が供給を上回ったため、Steeplerは最終的に広告キャンペーンを中止した。

## バリエーション

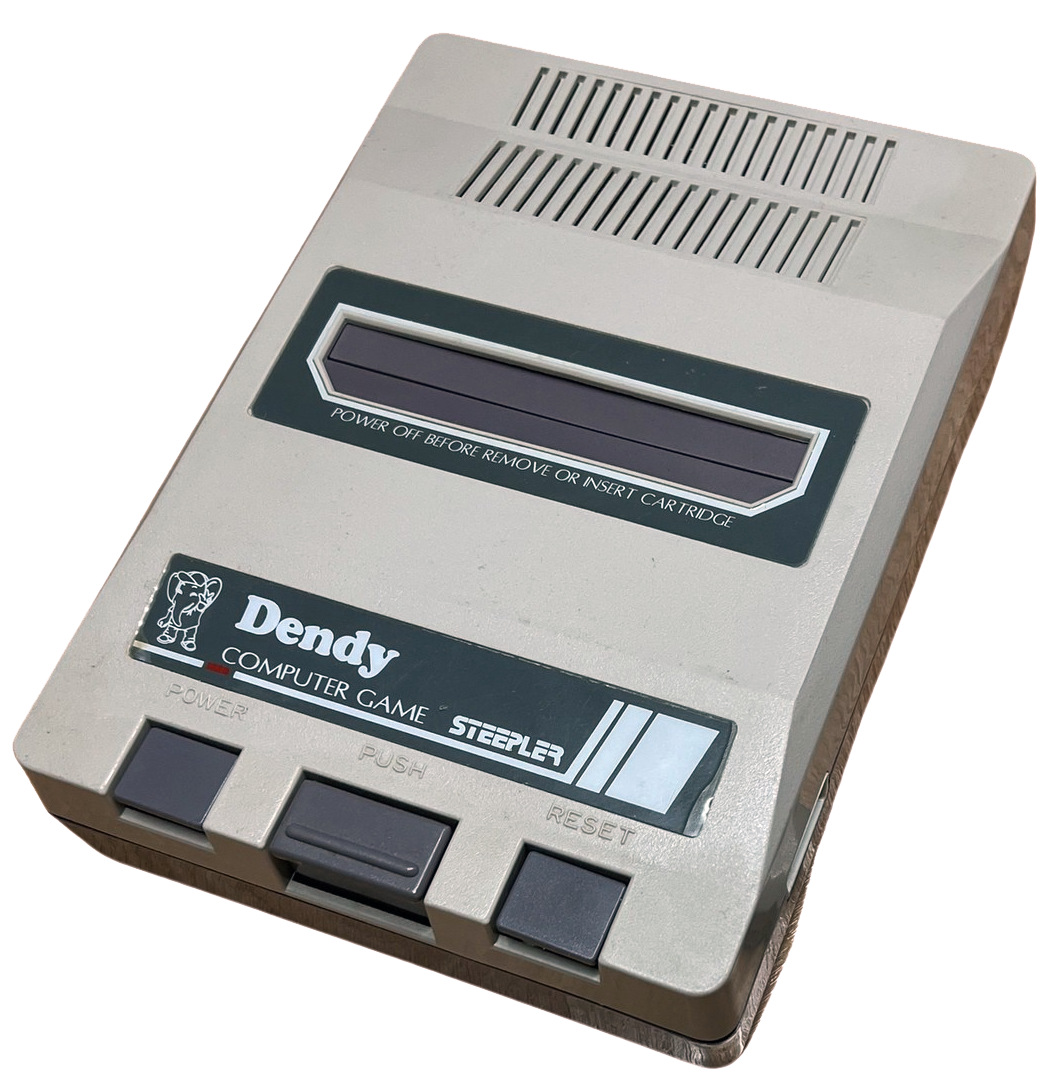
デンディ・クラシック
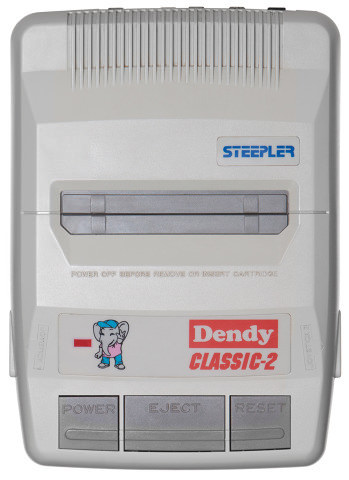
デンディ・クラシックII
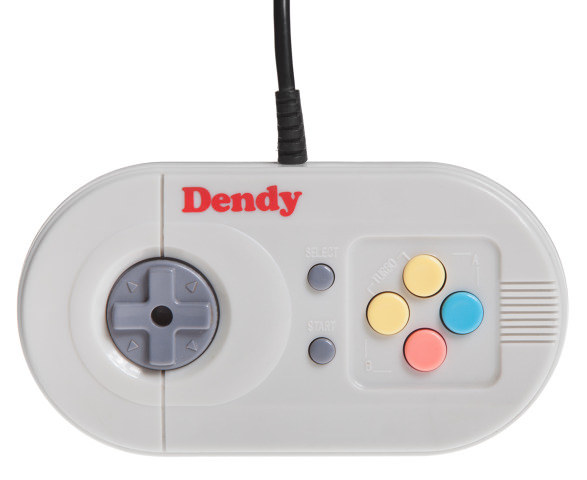
デンディ・クラシックIIのゲームパッド
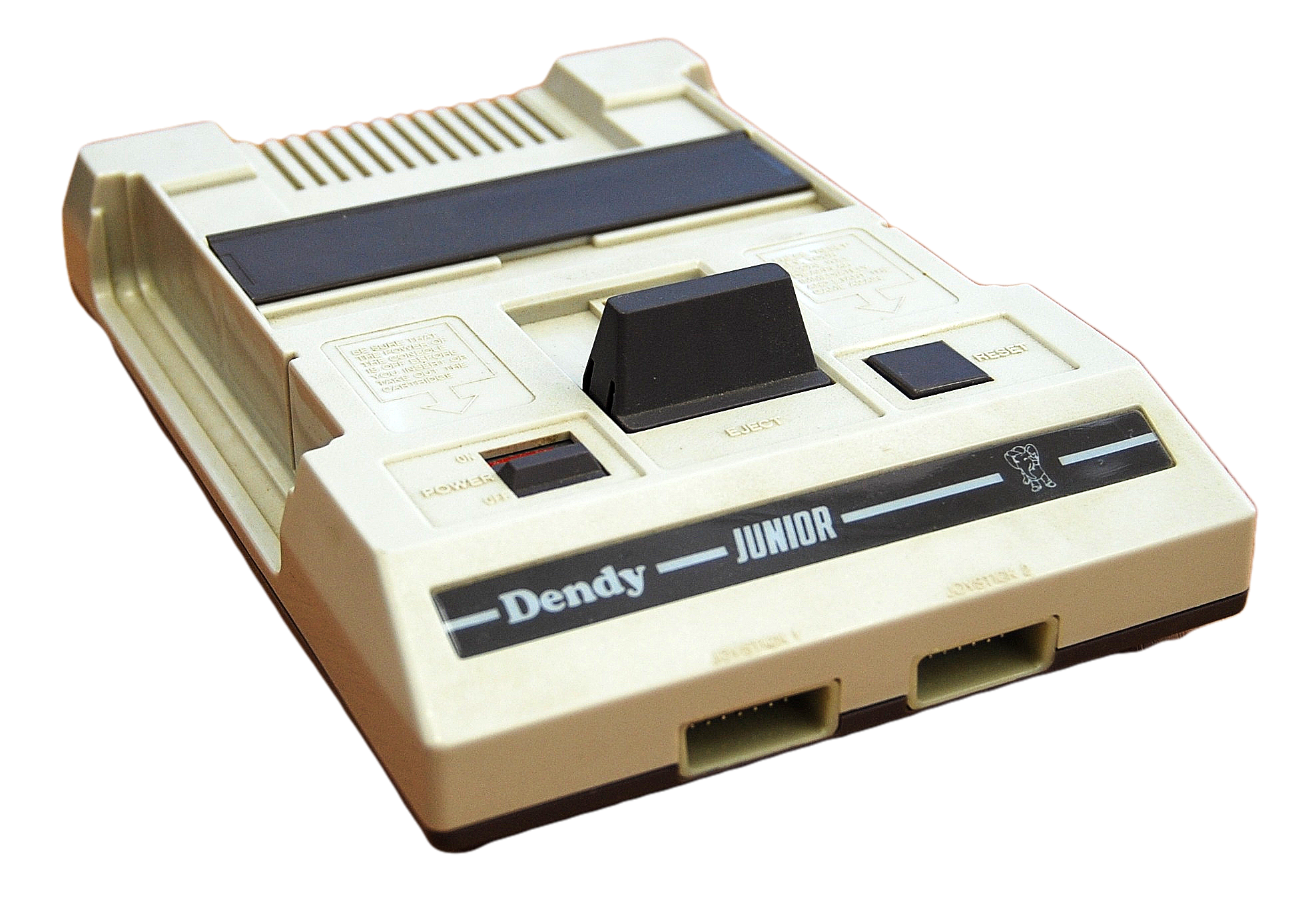
デンディ・ジュニア
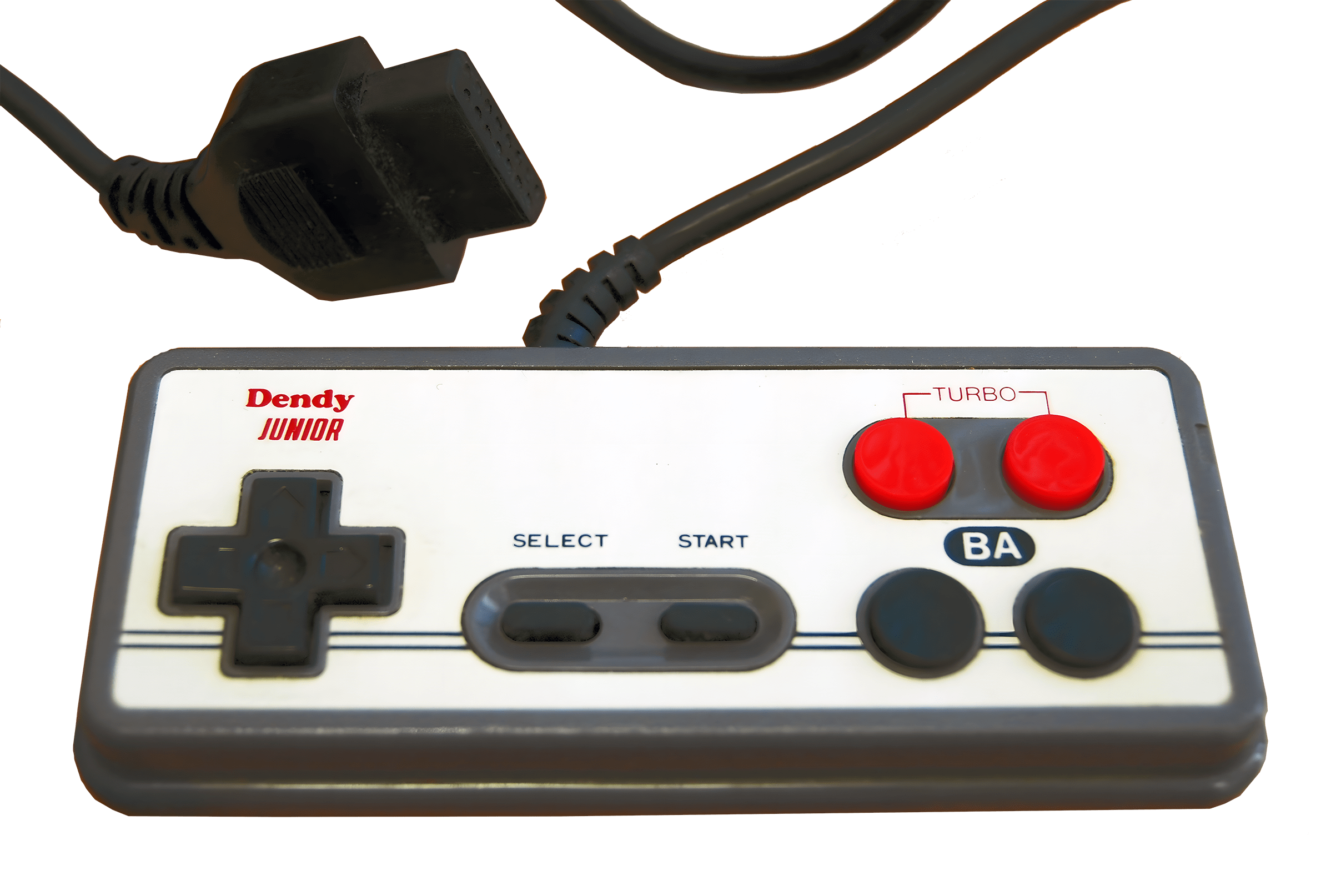
デンディ・ジュニアのゲームパッド
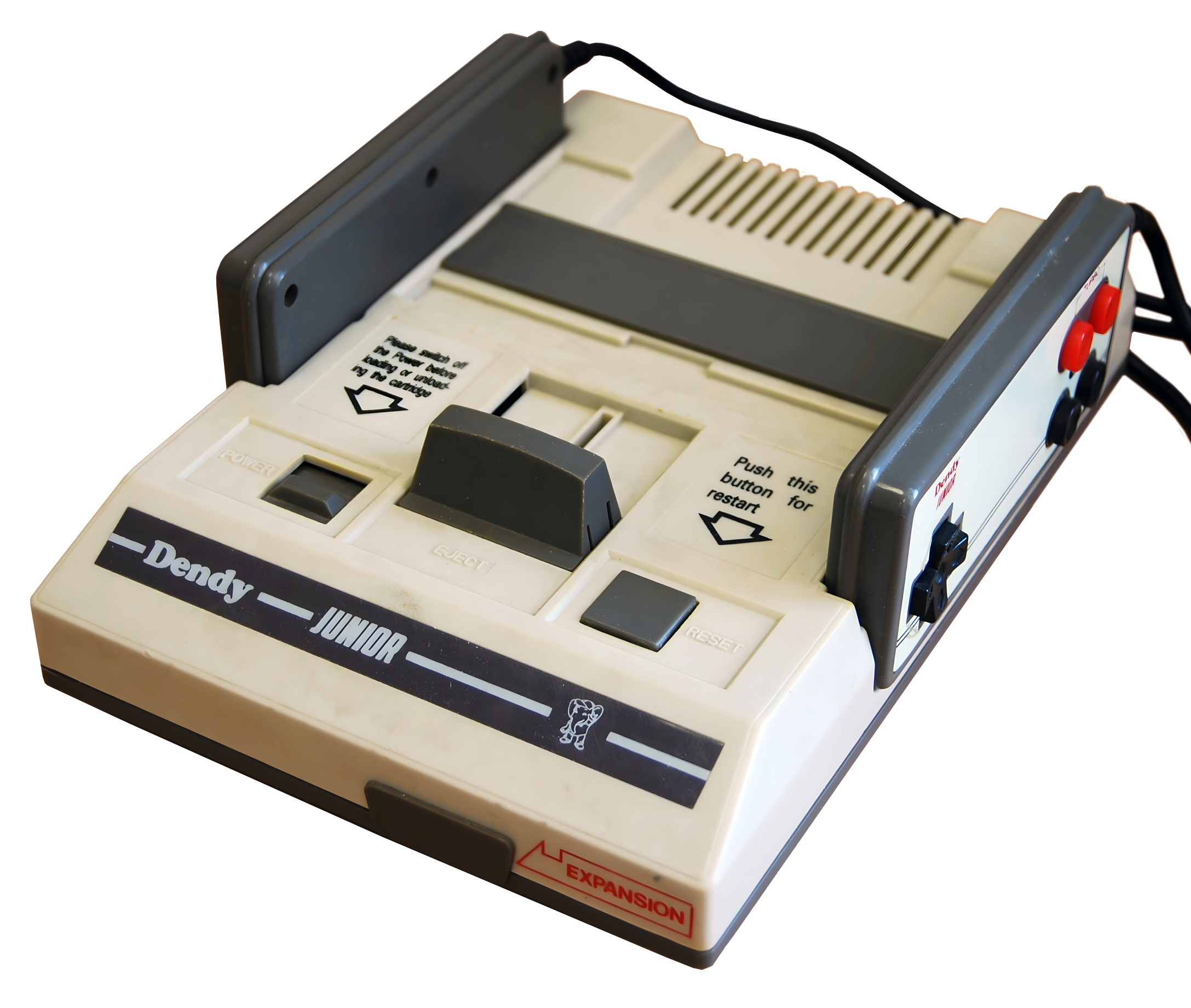
デンディ・ジュニアII
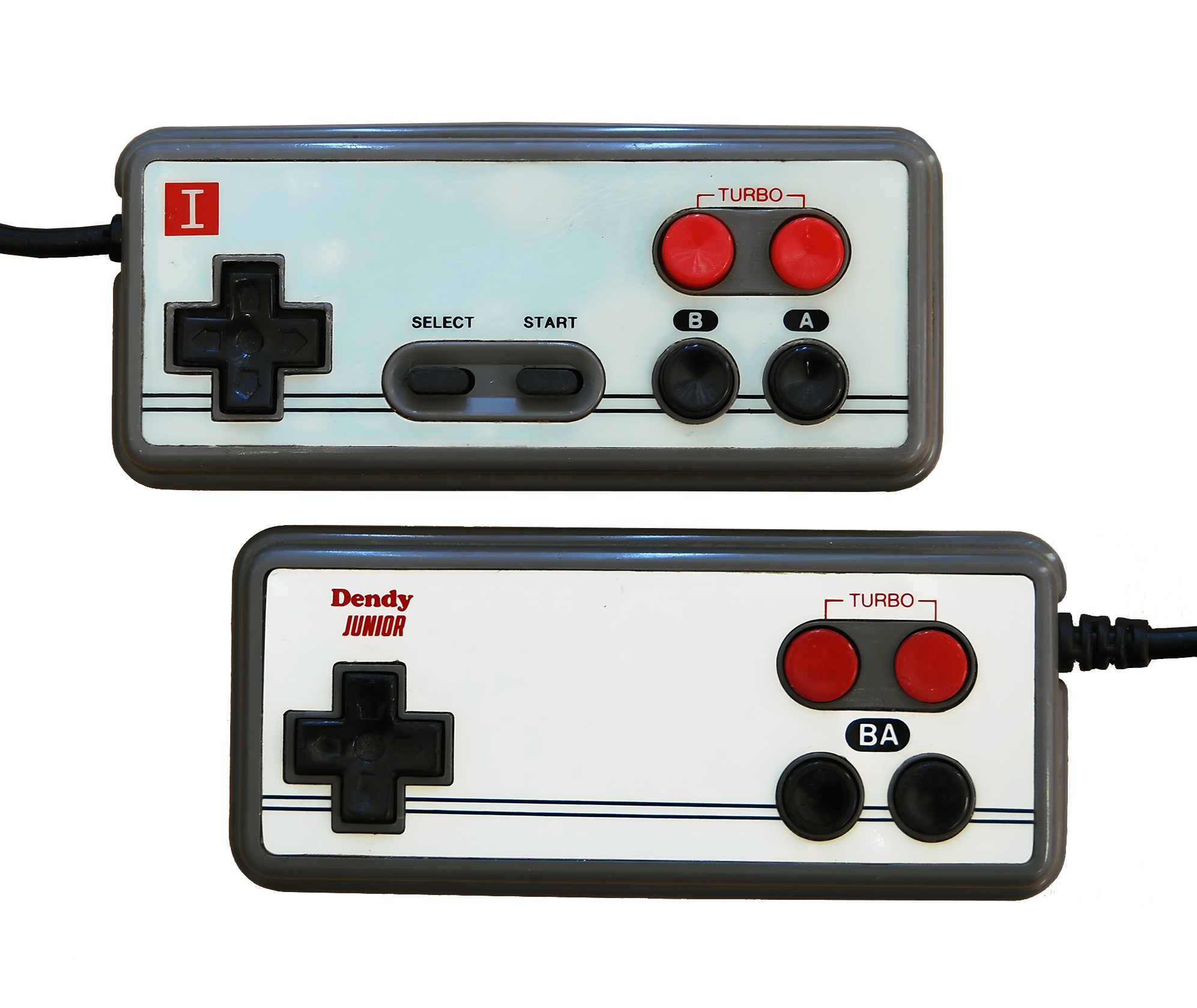
デンディ・ジュニアIIのゲームパッド

デンディは、いくつかの改良が加えられて生産された。一般的には、ベーシックな「クラシック」と廉価版の「ジュニア」の2つのラインナップに分かれていた。シリーズ最初のゲーム機は、台湾のMicro Genius IQ-501のコピー機で、デザインはシャープのツインファミコンがベースになっている。台湾のTXC社はツインファミコンのデザインを一新し、ゲーム機をよりコンパクトにした。SteeplerはIQ-501をデンディ・クラシックとしてリブランディングし、1992年12月17日に発売した。
1993年夏には、「クラシックを低年齢向けに簡略化したもの」となるデンディ・ジュニアが発売された。問屋が中国の業者から買うより、Steepler社から買った方が儲かるくらい安いゲーム機を作る必要があると判断したのだ。デンディ・ジュニアは、より安価な技術で作られ、system-on-a-chipが採用された。このゲーム機は、もともとTXC社がSteepler社の依頼で設計したもので、低品質で安価な中国製クローンゲーム機のサプライヤーに対抗するためであった。ゲーム機のデザインは初代ファミコンからコピーされ、箱のデザインはラステム・アダガモフが担当した。デンディ・ジュニアは卸値が29ドルで、発売後クラシックの売り上げが伸びた。
次の機種はデンディ・ジュニアIIで、デンディジュニアに似た丸みを帯びた筐体だが、ゲームパッドは着脱不可で、2個目はスタートボタンとセレクトボタンが欠落しているのが特徴だった。ファミコンの光線銃に似た外観のライトガンとマルチゲームカートリッジを搭載したデンディ・ジュニアIIPも併売された。
ジュニアIIに続き、デンディ・ジュニアIVPが発売されたが、これは無名の競合他社がジュニアIIの改造モデルをその名で発売していたため、ジュニアIIIの名を逃したものである。Steeplerは彼らと競合しないことを決め、安価なプラスチック製で、ベレッタM9に似たライトガンを付属させたジュニアIVPのブラックモデルをすぐに発売した。
シリーズ最終モデルは、Micro Genius IQ-502をベースに、丸みを帯びたデザインと新しいゲームパッドを採用したデンディ・クラシックIIである。このゲーム機は、通常のジュニア版よりも高価で、需要も少なかった。また、Micro Genius IQ-1000をベースに、有線と無線のゲームパッドを1つずつ搭載したデンディ・プロの発売も計画されていた。サヴユクはコメルサント紙に「日本の最高の8ビットゲーム機と競争する」ゲーム機と説明したが、結局1000～1200台の限定ロットでしか発売されず、売れ行きは芳しくなかったという。

## ソフトウェア
デンディはファミコン互換機であるため、ファミコン用に作られたゲームも動作させることができる。また、ファミコンのゲームの海賊版や自作ハック版、「99in1」などのいわゆる「マルチゲーム」カートリッジがデンディ用に多数発売された。しかし、マルチゲームカートリッジのゲームのほとんどは動作せず、残りは基本的に同じゲームをマイナーチェンジしたコピーゲームであることが多かった。デンディのカートリッジは、当初は「TV GAME CARTRIDGE」と書かれたケースにダストカバーが入って販売されていた。最も人気があったのは、「9999-in-1」を収録した「カモメのカートリッジ」で、海の上を飛ぶカモメが描かれたメニューに加え、ライチャス・ブラザーズの「アンチェインド・メロディ」を8bitアレンジしたものが収録されていた。
デンディのゲームライブラリーは、さまざまな地域向けのゲームが混在しており、米国、日本、欧州の各市場向けのバージョンが販売されていた。このほか、中国のデベロッパーによる非公式版も販売された。デンディのカートリッジは永久保存メモリがないため、『ファイナルファンタジー』『ゼルダの伝説』『メトロイド』などのゲームはロシア市場には入ってこなかった。時が経つにつれ、Steeplerのデンディカートリッジはコレクターの関心を集めるようになり、コレクターズマーケットが発達し、2021年現在、ゲームカートリッジの価格は数万ロシア・ルーブルに達している。
海賊版のデンディのゲームは、他のゲームの要素を組み合わせて作られることが多く、実際には何の関係もないのに、有名なゲームシリーズの名前がつけられていることがあった。『ストリートファイターV』『コントラ6』『ロボコップIV』などがそうである。また、中国の開発者の多くは、『ストリートファイターII』や『モータルコンバット』、ディズニー・インタラクティブのゲームの様々なバリエーションなど、他のゲーム機のゲームのコピーをデンディや他のファミコン用に作成した。デンディ向けにリリースされた海賊版ゲームの中で最も有名なのは、セガ・メガドライブ用の『ソニック・ザ・ヘッジホッグ』をベースに台湾で開発された『Somari』だろう。しかし、このゲームはオリジナルに比べてスピードが落ちており、『ソニック・ザ・ヘッジホッグ2』の要素も含まれており、ソニックの代わりにテイルズのブーツを履いたマリオが主人公になっている。
公式ゲームをコピーする際、海賊版業者はコードを変更したり、ゲーム会社のロゴを削除することが多く、コピーガードが発動してゲームが全く遊べなくなったり、難易度が大幅に上がったりすることがよくあった。最も有名な例は、難易度が極めて高い『バッキーオヘア』や、シュレッダーが不死身になって倒すのが不可能になった『ティーンエイジ・ミュータント・ニンジャ・タートルズIII ザ・マンハッタン・プロジェクト』である。

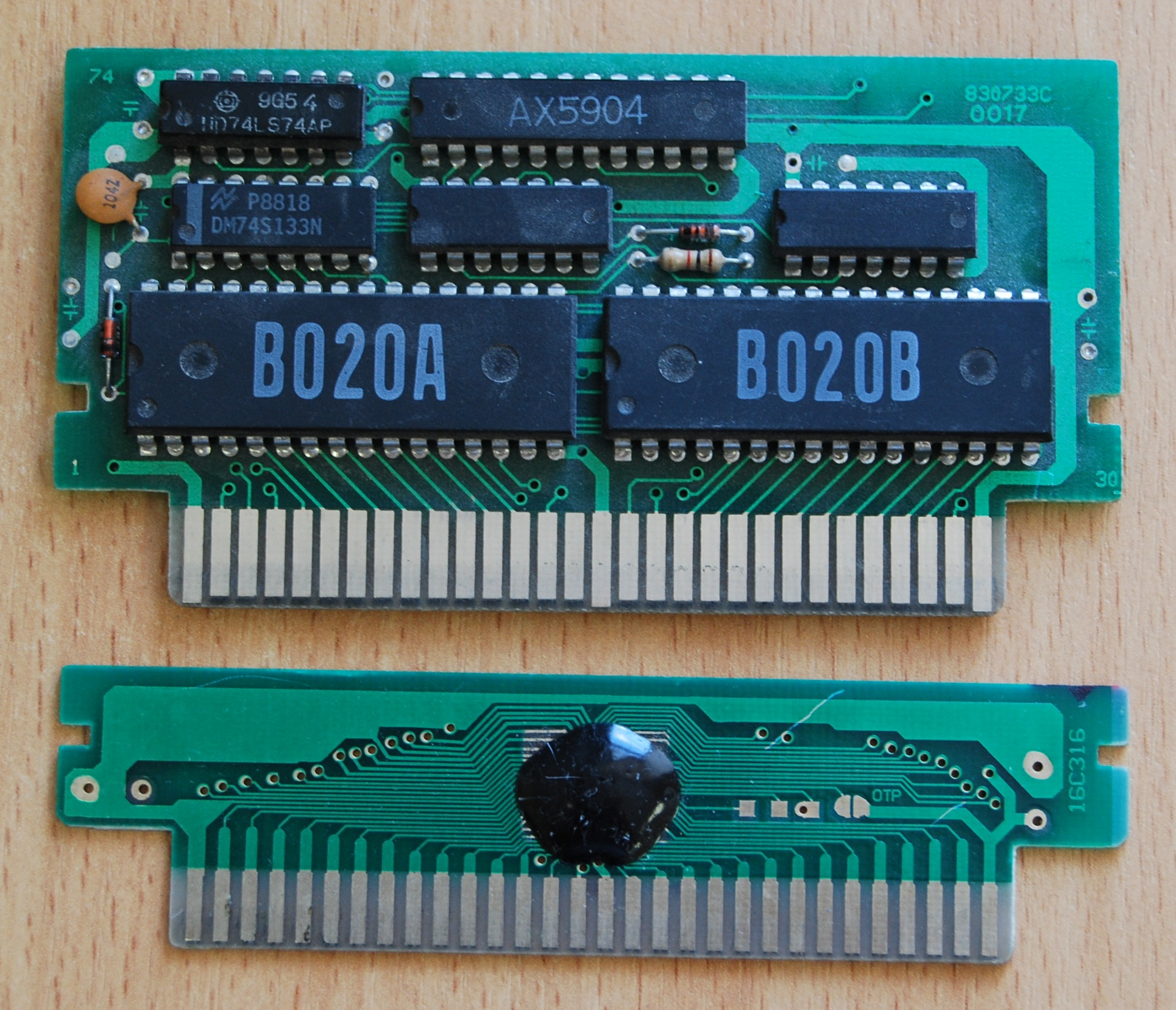
ケースなしのカートリッジ基板、一番上はメモリチップを内蔵した初期型